# یانیک پیترسن پیروم
یانیک پیترسن پیروم (دانمارکی: Jannik Petersen Bjerrum؛ ‏ ۲۶ دسامبر ۱۸۵۱ – ۲ ژوئیهٔ ۱۹۲۰) چشم‌پزشک اهل دانمارک بود. وی مدرک دکترای پزشکی خود را در سال ۱۸۷۶ از دانشگاه کپنهاگ گرفت.
وی پژوهش‌های گسترده‌ای دربارهٔ بیماری‌زایی آب‌سیاه، میدان بینایی و به‌ویژه آزمون میدان بینایی انجام داد.